# Hieracium jarzabczynum
Hieracium jarzabczynum es una especie de planta con flor del género Hieracium, de la familia Asteraceae, orden Asterales.

## Distribución
Hieracium jarzabczynum se distribuye por Polonia.

## Taxonomía
Fue descrita científicamente por (Pawl. & Zahn) Mráz & Chrtek fil.
Tratamiento taxonómico
La especie aparece registrada y publicada en Bot. J. Linn. Soc.